# Calvertit
Calvertit (IMA-Symbol Cvt) ist ein sehr selten vorkommendes Mineral aus der Mineralklasse der „Sulfide und Sulfosalze“ mit der chemischen Zusammensetzung Cu5Ge0,5S4 und damit chemisch gesehen ein Kupfer-Germanium-Sulfid.
Calvertit kristallisiert im kubischen Kristallsystem und entwickelt xenomorphe, elongierte bis ellipsoide Körner bis 0,1 mm Größe, die in einer Erzmatrix aus Renierit sitzen, in der lokal Tennantit und Einschlüsse aus Gallit auftreten. Das Mineral ist undurchsichtig (opak) und zeigt auf den Oberflächen der schwarzen Körner einen metallischen Glanz.

## Etymologie und Geschichte
Bei der Untersuchung der wahrscheinlich um 1960 in der Tsumeb Mine geborgenen Holotypstufe des Gallobeudantits wurden in deren Erzmatrix teilweise oxidierte, kupferreiche Massivsulfide identifiziert. Neben Renierit mit Einschlüssen von Gallit, galliumhaltigem Tennantit und Chalkosin wurde aber auch ein sulfidisches Erzmineral angetroffen, welches bei der Röntgendiffraktionsanalyse ein germanitartiges  Diffraktogramm ergab, für Germanit aber zu kupferreich war und vorerst unidentifiziert blieb. Bei weiteren Untersuchungen stellte sich dieses Sulfid dann als neues Mineral heraus. Es wurde 2006 von der International Mineralogical Association (IMA) anerkannt und 2007 von einem US-amerikanisch-kanadisch-englischen Forscherteam mit John Leslie Jambor, Andrew C. Roberts, Lee A. Groat, Chris J. Stanley, Alan J. Criddle und Mark N. Feinglos als Calvertit beschrieben. Benannt wurde das Mineral nach dem Metallurgen Lauriston (Larry) Derwent Calvert (1924–1993) vom National Research Council of Canada, Ottawa, Kanada, für seine Studien von metallischen Phasen und Beiträge zum Powder Diffraction File (ICDD).
Typmaterial des Minerals wird im Canadian Museum of Nature in Ottawa (Cotyp, Polierter Anschliff, Sammlungs-Nr. CMNMC 85731) sowie im Natural History Museum, London, Vereinigtes Königreich (Cotyp, Polierter Anschliff, Sammlungs-Nr. BM 2004, 78) aufbewahrt.

## Klassifikation
Da der Calvertit erst 2006 als eigenständiges Mineral anerkannt wurde, ist er in der seit 1977 veralteten 8. Auflage der Mineralsystematik nach Strunz noch nicht verzeichnet.
In der zuletzt 2018 überarbeiteten Lapis-Systematik nach Stefan Weiß, die formal auf der alten Systematik von Karl Hugo Strunz in der 8. Auflage basiert, erhielt das Mineral die System- und Mineralnummer II/B.02-040. Dies entspricht der Klasse der „Sulfide und Sulfosalze“ und dort der Abteilung „Sulfide, Selenide und Telluride mit dem Stoffmengenverhältnis Metall : S,Se,Te > 1 : 1“, wo Calvertit zusammen mit Betechtinit, Bornit und Gortdrumit die Gruppe „Komplexe Kupfer-Eisen-Sulfide“ mit der Systemnummer II/B.02 bildet.
Die von der International Mineralogical Association (IMA) zuletzt 2009 aktualisierte 9. Auflage der Strunz’schen Mineralsystematik ordnet den Calvertit ebenfalls in die Abteilung der „Metallsulfide, M : S = 1 : 1 (und ähnliche)“ ein. Diese ist allerdings weiter unterteilt nach den in der Verbindung vorherrschenden Metallen, so dass das Mineral entsprechend seiner Zusammensetzung in der Unterabteilung „mit Kupfer (Cu)“ zu finden ist, wo es als einziges Mitglied eine unbenannte Gruppe mit der Systemnummer 2.CA.15 bildet.
In der vorwiegend im englischen Sprachraum gebräuchlichen Systematik der Minerale nach Dana hat Calvertit die System- und Mineralnummer 02.05.10.02. Auch dies entspricht der Klasse der „Sulfide und Sulfosalze“ und dort der Abteilung „Sulfidminerale“. Hier findet er sich innerhalb der Unterabteilung „Sulfide – einschließlich Seleniden und Telluriden – mit der Zusammensetzung AmBnXp, mit (m+n):p=3:2“ in einer unbenannten Gruppe mit der Systemnummer 02.05.10, in der auch Putzit eingeordnet ist.

## Chemismus
Calvertit hat die gemessene chemische Zusammensetzung (Cu,Fe,Zn,Ga,V)Σ5,00(Ge,As)Σ0,48S4, was zu Cu5Ge0,5S4 idealisiert wurde und Gehalte von 65,88 % Cu, 7,53 % Ge und 26,59 % S erfordert. In chemischer Hinsicht ähnelt Calvertit keinem anderen natürlichen oder synthetischem Cu- oder Cu-Ge-Sulfid. Die kleine Einheitszelle legt nahe, dass Calvertit ein metastabiles, in starkem Maße ungeordnetes Mineral ist, dessen geordnetes Äquivalent chemisch als Cu10GeS8 mit a = 2 × 5,337 Å = 10,674 Å und Z = 4 beschrieben werden kann.

## Kristallstruktur
Calvertit kristallisiert im kubischen Kristallsystem in der Raumgruppe Fm3m (Raumgruppen-Nr. 225), Raumgruppe F43m (Raumgruppen-Nr. 216) oder Raumgruppe F432 (Raumgruppen-Nr. 209) mit dem Gitterparametern a = 6,631 Å sowie einer Formeleinheit pro Elementarzelle.
Im Röntgendiffraktogramm des Calvertits lassen sich nur vier messbare Linien identifizieren. Das Röntgendiffraktogramm des Calvertits ähnelt dem der synthetischen Komponente Cu3GeS4, aber auch denen von Renierit (tetragonal), Germanocolusit (kubisch) und Germanit (kubisch).
Ein Kristallstrukturmodell für den Calvertit existiert bis heute (Stand 2016) noch nicht.

## Eigenschaften

### Morphologie
In calvertitreichen Teilen der Typstufe bildet Chalkosin ein Netzwerk mit einer granularen Textur, in welcher der Calvertit xenomorph und zumeist in Form von elongierten bis elliptischen Körnern auftritt. Die größten homogenen Körner erreichen Durchmesser von 100 µm. Die Hauptsulfide der Stufe, Renierit und Calvertit, konzentrieren sich in bandförmigen Anreicherungen; solche calvertiterichen Bänder durchsetzen lokal Renierit und Einschlüsse von Tennantit in Renierit.

### Physikalische und chemische Eigenschaften
Die Aggregate des Calvertits sind schwarz, auch die Strichfarbe wird mit schwarz beschrieben. Die Oberflächen der opaken Körner zeigen einen metallischen Glanz.
Das Mineral besitzt keine Spaltbarkeit oder Teilbarkeit, bricht aber aufgrund seiner Sprödigkeit ähnlich wie Glas oder Quarz, wobei die Bruchflächen uneben bis muschelig ausgebildet sind. Mit einer Mohshärte von 4 bis 5 gehört Calvertit zu den mittelharten Mineralen, die sich etwas leichter als Referenzmineral Apatit mit einem Taschenmesser noch ritzen lassen. Die berechnete Dichte liegt bei 5,239 g/cm³. Calvertit fluoresziert weder im lang- noch im kurzwelligen UV-Bereich.
Im reflektierten Licht (Anschliff) ist Calvertit blass bläulichgrau und zeigt weder eine Bireflektanz noch einen Pleochroismus und auch keine Innenrexflexe. Die optischen Eigenschaften des Calvertits ähneln weder denen des Germanits noch denen eines anderen Erzminerals.

## Bildung und Fundorte
Die Typlokalität von Calvertit ist die weltberühmte Cu-Pb-Zn-Ag-Ge-Cd-Lagerstätte der „Tsumeb Mine“ (auch Tsumcorp Mine) in Tsumeb, Region Oshikoto in Namibia. Er fand sich in der Primärerzparagenese zusammen mit Renierit, Tennantit, Gallit, Chalkosin und einem weiteren unidentifizierten Kupfersulfid (oder einer Mixtur aus Digenit und Djurleit). Calvertit wurde später als Renierit gebildet, da er in Form von kleinen Gängchen den älteren Renierit durchsetzt. Unter den vergesellschafteten Nichterzmineralen der Typstufe wurden Goethit, Hämatit, Quarz, quecksilberreiches gediegenes Silber, Stolzit, Otjisumeit und verschiedene Vertreter der Alunit-Übergruppe, darunter Gallobeudantit, identifiziert.
Die Tsumeb-Mine ist den bekannten Mineraldatenbanken „Mineralienatlas“ und „Mindat“ zufolge zwar der bisher einzige dokumentierte Fundort, jedoch konnte das Mineral auch im Bergwerk Polkowice-Sieroszowice in der polnischen Woiwodschaft Niederschlesien entdeckt und per SEM und EDS identifiziert werden.

## Verwendung
Aufgrund seiner Seltenheit ist Calvertit nur für den Mineralsammler interessant.